# Meteoro (escultura)

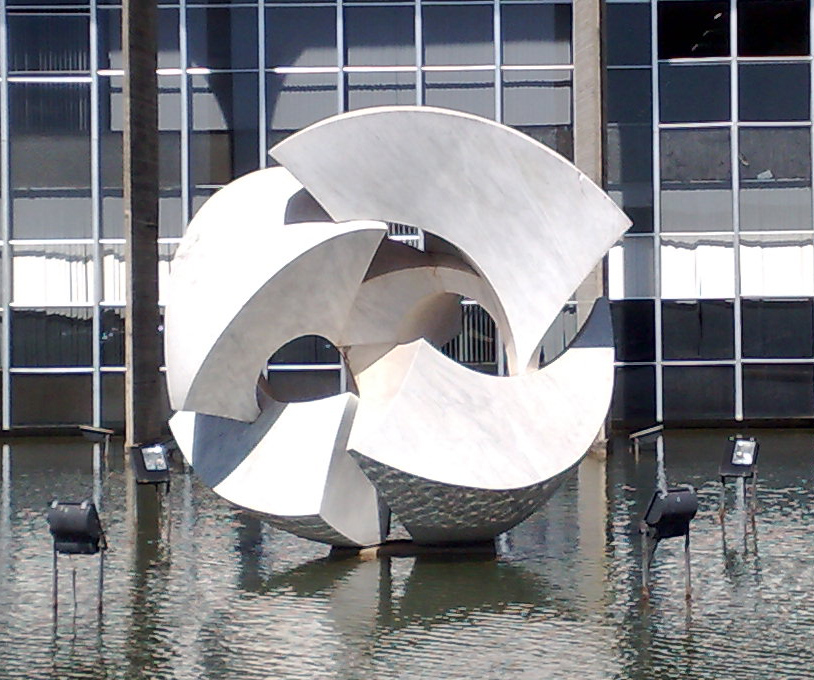
Meteoro, de Bruno Giorgi.

Meteoro é uma escultura de Bruno Giorgi, produzida com mármore branco de carrara, localizada sobre o espelho d'água em frente ao Palácio Itamaraty, em Brasília. A obra de arte que foi esculpida entre 1967 e 1968 é montada com cinco partes de uma esfera vazada estilizada, significando os laços diplomáticos entre os cinco continentes.
Dentre as obras de arte do acervo do Palácio Itamaraty, o Meteoro, de Bruno Giorgi, tornou-se praticamente um símbolo do Ministério das Relações Exteriores. Embora pese cinquenta toneladas, a obra parece flutuar sobre o espelho d'água que circunda o edifício.  

## História

### Criação
Para a execução do Meteoro, o Itamaraty enviou Bruno Giorgi à comuna italiana de Carrara, região onde se encontram mármores de excepcional qualidade. Giorgi trabalhou durante 14 meses com os artesãos do ateliê de Carlo Nicoli, desbastando um grande bloco de mármore de 120 toneladas. A pedreira de onde foi extraído o bloco passou a ser chamada de Brasília, em homenagem à obra.
Na época, Bruno Giorgi passava por uma fase voltada a formas cada vez mais simples, como já era visível em Os Candangos. A maquete do Meteoro foi elogiada por jornais da Europa e recebeu o grande prêmio de escultura em Milão, em 1966.
Os arquivos do Itamaraty guardam o documento no qual o Ministro Vasco Leitão da Cunha aprovou a encomenda da obra e o envio de Bruno Giorgi à Itália, além de uma fotografia do protótipo da obra. Além do Meteoro, Bruno Giorgi ainda fez os bustos de Alexandre de Gusmão, de Duarte da Ponte Ribeiro e do Barão do Rio Branco, que ficam no interior do Palácio.

### Instalação
A colocação de uma grande escultura diante do edifício fez Oscar Niemeyer ter dúvidas: ele temia de que a obra comprometesse o delicado efeito visual dos arcos da fachada. O arquiteto foi convencido por Olavo Redig de Campos, arquiteto-chefe do Setor de Conservação do Patrimônio do Itamaraty. Durante uma discussão com Niemeyer, Olavo, sabendo da forma esférica que Giorgi pretendia dar à peça, amassou uma bolinha de papel, colocou-a diante da maquete do Palácio, provando que as duas formas não conflitariam.
A montagem das quatro partes que compõem a escultura, no início de 1967, exigiu um guindaste e trinta trabalhadores, além de muito cuidado. Segundo Giorgi, a montagem foi um momento emocionante, e tinha que se ter o máximo cuidado na colocação, pois qualquer descuido poderia modificar a obra como foi concebida. Uma das peças quase caiu na cabeça de Giorgi durante a colocação: segundo o próprio em entrevista, ele estava perto da base onde seria pousada a peça pelo guindaste quando ela despencou um metro, parando a cerca de vinte centímetros do artista.

## Galeria
| {{{caption}}}                            |
| Escultura e o Palácio Itamaraty a noite. |

| {{{caption}}}                                                      |
| O contraste entre o mármore branco e a coloração escura do prédio. |

| {{{caption}}}                                                                            |
| A escultura fica próxima a entrada principal do Palácio, que só é usada por autoridades. |

| {{{caption}}}                               |
| A escultura pousada sobre o espelho d'água. |

| {{{caption}}}                                |
| A escultura em relação a fachada do Palácio. |

| {{{caption}}}                                                              |
| A escultura com os primeiros blocos da Esplanada dos Ministérios ao fundo. |